# Lacus Oblivionis

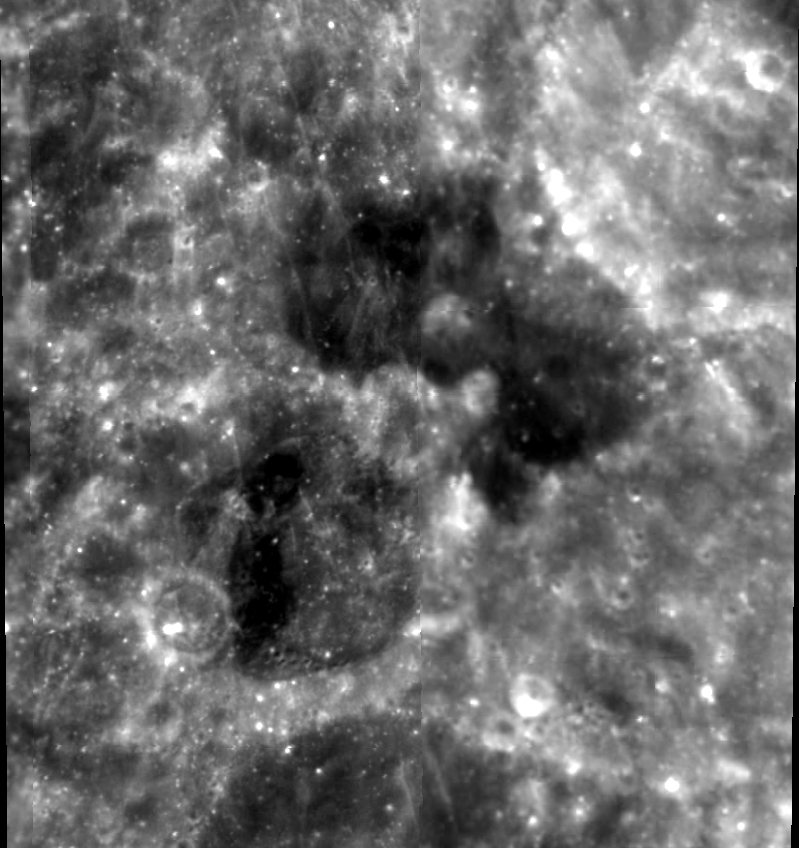
Lacus Oblivionis photographié par la sonde orbitale Clementine.

Lacus Oblivionis (Lac de l'oubli en latin), est un lac lunaire sur la Lune.
Ce petit lac situé au milieu sud de la face cachée de la Lune a une superficie d'un diamètre de 50 km. Les coordonnées sélénographiques sont −21, −168.